# 栄町 (碧南市)
栄町（さかえまち）は、愛知県碧南市にある地名。現行行政地名は栄町一丁目から栄町四丁目。

## 地理
碧南市の中央部に位置し、東に向陽町、西に天王町、南に野田町、南東に松本町、北に末広町と接している。

## 世帯数と人口
2019年（令和元年）7月31日現在の世帯数と人口は以下の通りである。
| 丁目       | 世帯数  | 人口  |
| ---------- | ------- | ----- |
| 栄町一丁目 | 21世帯  | 44人  |
| 栄町二丁目 | 96世帯  | 234人 |
| 栄町三丁目 | 39世帯  | 78人  |
| 栄町四丁目 | 140世帯 | 252人 |
| 計         | 296世帯 | 608人 |

### 人口の変遷
国勢調査による人口の推移
| 1995年（平成7年）  | 660人 | [ 5 ] |  |
| 2000年（平成12年） | 650人 | [ 6 ] |  |
| 2005年（平成17年） | 641人 | [ 7 ] |  |
| 2010年（平成22年） | 557人 | [ 8 ] |  |
| 2015年（平成27年） | 594人 | [ 9 ] |  |

## 学区
市立小・中学校に通う場合、学区は以下の通りとなる。
| 丁目       | 番・番地等 | 小学校             | 中学校             |
| ---------- | ---------- | ------------------ | ------------------ |
| 栄町一丁目 | 全域       | 碧南市立中央小学校 | 碧南市立中央中学校 |
| 栄町二丁目 | 全域       | 碧南市立中央小学校 | 碧南市立中央中学校 |
| 栄町三丁目 | 全域       | 碧南市立中央小学校 | 碧南市立中央中学校 |
| 栄町四丁目 | 全域       | 碧南市立中央小学校 | 碧南市立中央中学校 |

## 交通

### 鉄道
- 名古屋鉄道（名鉄）
MU 三河線 碧南中央駅

### 道路
- 愛知県道303号平坂福清水線

## 施設
- 碧南郵便局
- あいち銀行 碧南支店
- 三菱UFJ銀行 碧南支店
- 名古屋銀行 碧南支店
- DCM 碧南中央店

## その他

### 日本郵便
- 郵便番号 : 447-0877[3]（集配局：碧南郵便局[11]）。